# Pleurothallis glossopogon
Pleurothallis glossopogon är en orkidéart som beskrevs av Heinrich Gustav Reichenbach. Pleurothallis glossopogon ingår i släktet Pleurothallis och familjen orkidéer. Inga underarter finns listade i Catalogue of Life.